# Richard Garriott

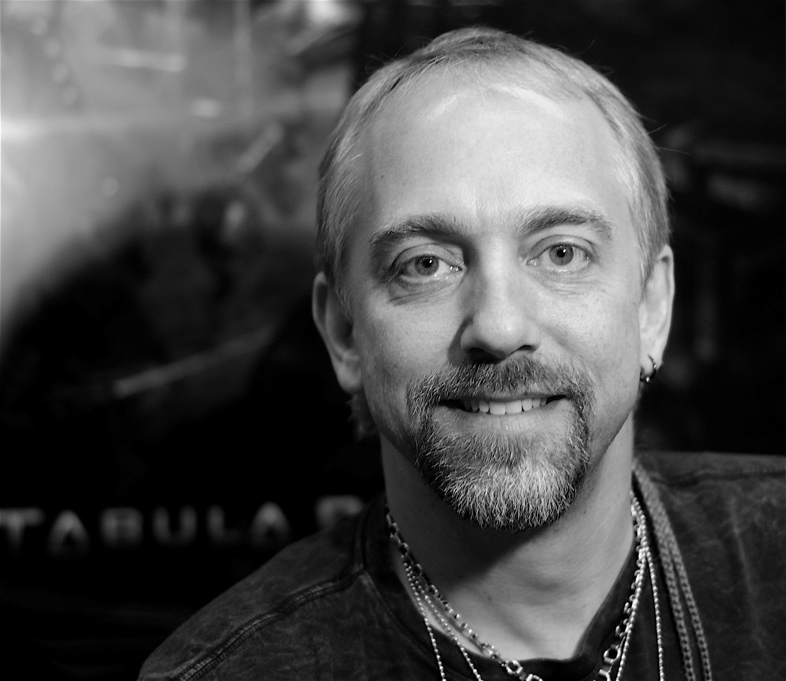
Richard Garriott (2006)

Richard Allen Garriott de Cayeux (* 4. Juli 1961 in Cambridge, England als Richard Allen Garriott) ist ein Computerspiel-Entwickler und Weltraumtourist.
Garriott gilt als Pionier unter den Computerspiel-Designern, der vor allem durch seine Ultima-Computer-Rollenspiel-Serie bekannt wurde, in denen er die Nicknamen Lord British und General British benutzte. Er hat sowohl die britische als auch die US-amerikanische Staatsangehörigkeit.
Nach seiner Heirat am 1. Juli 2011 fügte er den Familiennamen seiner Frau de Cayeux seinem eigenen Familiennamen an.

## Leben
Richard Garriott wurde in England geboren, weil sein Vater Owen Garriott eine Gastprofessur an der University of Cambridge innehatte. Owen Garriott hatte sich als Wissenschaftsastronaut bei der NASA beworben, und als er 1965 angenommen wurde, zog die Familie in die USA zurück, so dass Richard im Umfeld von Astronauten aufwuchs. Er wollte wie sein Vater Astronaut werden, was er jedoch wegen eines Augenfehlers nicht erreichen konnte. In den späten 1970er Jahren begann Richard mit dem hobbymäßigen Programmieren von Computerspielen auf einem Computer seiner High-School.
Seinen Spitznamen „British“ erhielt er aufgrund seiner angeblich britischen Sprechweise bereits zu Schulzeiten.

## Beruflicher Werdegang

### Ultima
Mit 19 Jahren programmierte er als letztes Hobbyprojekt sein Computerspiel Akalabeth, das zugleich das erste seiner Spiele war, welches vom Besitzer des Computerladens vertrieben wurde, in dem Garriott jobbte, weil es so interessant schien. Von den acht verkauften Kopien landete eine bei der Firma California Pacific. Daraufhin wurde Garriott nach Kalifornien eingeladen. Das Spiel bekam eine neue Verpackung und erschien auf 5,25″-Diskette. Akalabeth, welches später auch unter dem Spitznamen „Ultima 0“ bekannt wurde, verkaufte sich über 30.000 Mal, was für damalige Verhältnisse ein außerordentlicher Erfolg war. 1980 erschien Ultima, eines der ersten von Anfang an für den kommerziellen Vertrieb geplanten Computer-Rollenspielen, für den Apple II. Der zweite Teil Ultima II erschien 1982 bei Sierra On-Line.

### Origin-Gründung
Nach Streitigkeiten mit Sierra gründete Garriott seine eigene Firma, Origin Systems, später einfach „Origin“. Ab dem vierten Teil der Ultima-Serie unterschied sich Ultima von den damals gewöhnlichen Hack-&-Slay-Rollenspielen, indem es moralische Entscheidungen vom Spieler verlangte und das im Fantasy-Genre häufige simple Schwarz-Weiß-Denken zunehmend hinter sich ließ. Bis 1999 entwickelte Garriott insgesamt zehn Ultima-Spiele, diverse Ableger der Serie, sowie eines der ersten Massively Multiplayer Online Role-Playing Game, Ultima Online. Zudem war er auch an der Entwicklung der anderen Origin-Spiele, wie etwa Bioforge, beteiligt. Ab Ultima VI von 1990 verlegte er sich dabei von der eigenen Programmierung ganz auf die Gestaltung. 2000 verließ er Origin nach Streitigkeiten mit dem Management von Electronic Arts, die Origin 1992 aufgekauft hatten.

### NCsoft-Austin-Gründung
Er gründete danach die neue Firma NCsoft Austin, die seit 2001 eine enge Kooperation mit der südkoreanischen Firma NCsoft einging. Später war er als Executive Producer für die Entwicklung des Spieles Tabula Rasa zuständig. Sein Bruder Robert Garriott übernahm die Position des CEO von NCsoft Nordamerika.
Mit der Einstellung von Tabula Rasa kam es auch zu Unstimmigkeiten zwischen Garriott und dem Entwicklungsstudio, welche letztendlich vor Gericht geklärt wurden. Eine vorgeblich von Richard Garriott stammende Nachricht kündigte November 2008 an, NCsoft verlassen zu wollen. Garriott bestritt jedoch später der Verfasser zu sein und klagte gegen NCsoft über eine Summe von 24 Millionen USD wegen der Umstände seines Abganges von NCsoft. Im Juli 2010 wurden Garriott vom Austin District Court 28 Millionen USD zugesprochen.

### Portalarium-Gründung
Im Februar 2010 gab Garriott die Gründung eines neuen Spieleentwicklungs-Unternehmens namens Portalarium bekannt, das Spiele für das soziale Netzwerk Facebook entwickeln wird.

### Shroud of the Avatar
Ab März 2013 sammelte Garriott mithilfe der Crowdfunding-Plattform Kickstarter Geld für sein Fantasyepos Shroud of the Avatar: Forsaken Virtues. Als angestrebter Betrag wurde eine Million US-Dollar angegeben. Das Ziel wurde mit 1,9 Millionen Dollar deutlich übertroffen. Das Onlinerollenspiel erschien im März 2018.

## Sonstiges
Am 8. November 2005 beschloss die AIAS, Richard Garriott in ihre Hall Of Fame aufzunehmen.
Richard Garriott pflegt seinen Ruf als Exzentriker und Mittelalter-Fan und lebt heute in einem mit Geheimgängen und Fallen gespickten Haus in Austin, Texas. Er nennt das Haus „Britannia Manor“. Zu finden sind in diesem Haus auch Skelette, ausgestopfte Vögel, konservierte Gehirne und Föten. Er ist langjähriges Mitglied der Gesellschaft für kreativen Anachronismus.
Er ist Funkamateur, sein Rufzeichen ist W5KWQ.
Garriott ist nicht nur in virtuellen Welten, sondern auch im echten Leben ein passionierter Entdeckungsreisender. Er ist bereits auf den Boden der Tiefsee getaucht, er hat die Antarktis auf der Suche nach Meteoriten durchmessen und ist mit einer MiG an die Grenze zum Weltall geflogen.
Am 12. Oktober 2008 startete Garriott als sechster Weltraumtourist an Bord des Raumschiffs Sojus TMA-13 zur Internationalen Raumstation. Die Landung erfolgte 12 Tage später an Bord von Sojus TMA-12. Ursprünglich wollte er der erste Weltraumtourist sein, musste sein Ticket aber an Dennis Tito verkaufen, nachdem er beim Platzen der Dotcom-Spekulationsblase 2001 sein gesamtes Vermögen verloren habe.

## Spiele
| Spiel                                         | Veröffentlicht | System | Garriotts Rolle(n)                                    |
| --------------------------------------------- | -------------- | --- | ----------------------------------------------------- |
| Akalabeth: World of Doom                      | 1979           | Apple II & DOS                                                                                            | Spieldesigner und Programmierer                       |
| Ultima I: The First Age of Darkness           | 1981           | Apple II, Atari 8 bit systems, Commodore 64, DOS, FM Towns & MSX                                          | Erfinder, Programmierer & Grafiker                    |
| Ultima II: The Revenge of the Enchantress     | 1982           | Apple II, Atari 8 bit systems, Commodore 64, DOS & FM Towns                                               | Programmierer                                         |
| Ultima III: Exodus                            | 1983           | Apple II, Amiga, Atari 8 bit systems, Commodore 64, DOS, FM Towns, Mac OS & NES                           | Projektleiter                                         |
| Ultima IV: Quest of the Avatar                | 1985           | Apple II, Amiga, Atari 8 bit systems, Atari ST, Commodore 64, DOS, FM Towns, MSX, NES, Sega Master System | Projektleiter                                         |
| Autoduel                                      | 1985           | Apple II, Amiga, Atari ST, Commodore 64 & DOS                                                             | Programmierer und Designer                            |
| Ultima V: Warriors of Destiny                 | 1988           | Apple II, Amiga, Atari 8 bit systems, Atari ST, Commodore 64, DOS, FM Towns & NES                         | Programmierer, Dichter und Designer                   |
| Omega                                         | 1989           | Apple II, Amiga, Atari ST, Commodore 64 & DOS                                                             | Designer                                              |
| Ultima VI: The False Prophet                  | 1990           | DOS, Amiga, Atari ST, Commodore 64, FM Towns, SNES                                                        | Designer, Produzent, Soundeffekte, Dichter & Sprecher |
| Worlds of Ultima: The Savage Empire           | 1990           | DOS & SNES                                                                                                | Leitender Produzent                                   |
| Ultima: Worlds of Adventure 2: Martian Dreams | 1991           | DOS | Leitender Produzent                                   |
| Ultima: Runes of Virtue                       | 1991           | Game Boy                                                                                                  | Leitender Produzent                                   |
| Ultima Underworld: The Stygian Abyss          | 1992           | DOS, FM Towns & PlayStation                                                                               | Leitender Produzent und Sprecher                      |
| Ultima VII: The Black Gate                    | 1992           | DOS & SNES                                                                                                | Leitender Produzent                                   |
| Ultima VII: The Forge of Virtue               | 1993           | DOS | Leitender Produzent                                   |
| Ultima VII Part 2: Serpent Isle               | 1993           | DOS | Leitender Produzent und Sound                         |
| Ultima VII Part Two: The Silver Seed          | 1993           | DOS | Leitender Produzent und Sound                         |
| Ultima VIII: Pagan                            | 1994           | DOS | Leitender Produzent                                   |
| Ultima: Runes of Virtue II                    | 1994           | Game Boy                                                                                                  | Leitender Produzent und zusätzlicher Designer         |
| Ultima VIII: The Lost Vale Expansion Pack     | Gestoppt       | DOS | Leitender Produzent                                   |
| Bioforge                                      | 1995           | DOS | Leitender Produzent                                   |
| Ultima Online                                 | 1997           | Windows                                                                                                   | Leitender Produzent                                   |
| Ultima Online: The Second Age                 | 1998           | Windows                                                                                                   | Leitender Produzent                                   |
| Lineage                                       | 1998           | Windows & Mac OS X                                                                                        | Leitender Produzent                                   |
| Ultima IX: Ascension                          | 1999           | Windows                                                                                                   | Leitender Produzent                                   |
| Lineage II: The Chaotic Chronicle             | 2003           | Windows                                                                                                   | Leitender Produzent                                   |
| City of Heroes                                | 2004           | Windows                                                                                                   | Leitender Produzent                                   |
| City of Villains                              | 2005           | Windows                                                                                                   | Leitender Produzent                                   |
| Tabula Rasa                                   | 2007           | Windows                                                                                                   | Leitender Produzent                                   |
| Shroud of the Avatar: Forsaken Virtues        | 2018           | Windows, OS X, Linux                                                                                      | Director                                              |